# Linda Hamilton (fotbalistă)
Linda A. Hamilton (n. 4 iunie 1969, Atlanta, Georgia, SUA) este o fostă fotbalistă americană și actuală antrenoare de fotbal a echipei de la Southwestern University. Hamilton evolua pe postul de fundaș și între anii 1987-1995 a jucat 82 de meciuri la echipa națională de fotbal feminin a Statelor Unite. Ea a făcut parte din echipa SUA care a câștigat Campionatul Mondial de Fotbal Feminin 1991 din China.  În 2001 Hamilton a fost inclusă în „Georgia Soccer Hall of Fame”.